# Grande Prêmio da Itália de 2014
O Grande Prêmio da Itália de 2014 (formalmente Formula 1 Gran Premio d'Italia 2014) foi uma corrida de Fórmula 1 disputada em 7 de setembro de 2014 no Circuito de Monza, Itália. Foi a 13ª etapa da temporada de 2014. Lewis Hamilton obteve o hat-trick do automobilismo.

## Pneus
| nome do composto | Cor       | Cor | Banda de rolamento | Condições de condução         | Dry Type*    | Aderência       | Longevidade  |
| ---------------- | --------- | --- | ------------------ | ----------------------------- | ------------ | --------------- | ------------ |
| Médio            | Branco    |     | Slick              | Seco                          | Prime/Option | Médio           | Médio        |
| Duro             | Laranja** |     | Slick              | Seco                          | Prime        | Menos aderência | Mais durável |
| Intermediário    | Verde     |     | Sulcos             | Molhado (água não estagnante) | x            | x               | x            |
| Chuva            | Azul      |     | Sulcos             | Molhado (água estagnante)     | x            | x               | x            |

## Resultados

### Treino Classificatório
| Pos.                     | Nu. | Piloto            | Construtor           | Q1       | Q2       | Q3       | Grid |
| ------------------------ | --- | ----------------- | -------------------- | -------- | -------- | -------- | ---- |
| 1                        | 44  | Lewis Hamilton    | Mercedes             | 1:25.363 | 1:24.560 | 1:24.109 | 1    |
| 2                        | 6   | Nico Rosberg      | Mercedes             | 1:25.493 | 1:24.600 | 1:24.383 | 2    |
| 3                        | 77  | Valtteri Bottas   | Williams-Mercedes    | 1:26.012 | 1:24.858 | 1:24.697 | 3    |
| 4                        | 19  | Felipe Massa      | Williams-Mercedes    | 1:25.528 | 1:25.046 | 1:24.865 | 4    |
| 5                        | 20  | Kevin Magnussen   | McLaren-Mercedes     | 1:26.337 | 1:25.973 | 1:25.314 | 5    |
| 6                        | 22  | Jenson Button     | McLaren-Mercedes     | 1:26.328 | 1:25.630 | 1:25.379 | 6    |
| 7                        | 14  | Fernando Alonso   | Ferrari              | 1:26.514 | 1:25.525 | 1:25.430 | 7    |
| 8                        | 1   | Sebastian Vettel  | Red Bull-Renault     | 1:26.631 | 1:25.769 | 1:25.436 | 8    |
| 9                        | 3   | Daniel Ricciardo  | Red Bull-Renault     | 1:26.721 | 1:25.946 | 1:25.709 | 9    |
| 10                       | 11  | Sergio Pérez      | Force India-Mercedes | 1:26.569 | 1:25.863 | 1:25.944 | 10   |
| 11                       | 26  | Daniil Kvyat      | Toro Rosso-Renault   | 1:26.261 | 1:26.070 |          | 211  |
| 12                       | 7   | Kimi Räikkönen    | Ferrari              | 1:26.689 | 1:26.110 |          | 11   |
| 13                       | 25  | Jean-Éric Vergne  | Toro Rosso-Renault   | 1:26.140 | 1:26.157 |          | 12   |
| 14                       | 27  | Nico Hülkenberg   | Force India-Mercedes | 1:26.371 | 1:26.279 |          | 13   |
| 15                       | 99  | Adrian Sutil      | Sauber-Ferrari       | 1:27.034 | 1:26.588 |          | 14   |
| 16                       | 21  | Esteban Gutiérrez | Sauber-Ferrari       | 1:26.999 | 1:26.692 |          | 15   |
| 17                       | 13  | Pastor Maldonado  | Lotus-Renault        | 1:27.520 |          |          | 16   |
| 18                       | 8   | Romain Grosjean   | Lotus-Renault        | 1:27.632 |          |          | 17   |
| 19                       | 10  | Kamui Kobayashi   | Caterham-Renault     | 1:27.671 |          |          | 18   |
| 20                       | 17  | Jules Bianchi     | Marussia-Ferrari     | 1:27.738 |          |          | 19   |
| 21                       | 4   | Max Chilton       | Marussia-Ferrari     | 1:28.247 |          |          | 20   |
| 22                       | 9   | Marcus Ericsson   | Caterham-Renault     | 1:28.562 |          |          | 22   |
| Tempo dos 107%: 1:31.338 |     |                   |                      |          |          |          |      |
| Fonte:                   |     |                   |                      |          |          |          |      |

Notas
↑1  – Daniil Kvyat perdeu dez posições na largada por ultrapassar o limite de cinco motores para a temporada.

### Corrida
| Pos.   | Nu. | Piloto            | Construtor           | Voltas | Tempo/Retirado | Grid | Pts. |
| ------ | --- | ----------------- | -------------------- | ------ | -------------- | ---- | ---- |
| 1      | 44  | Lewis Hamilton    | Mercedes             | 53     | 1:19.10.236    | 1    | 25   |
| 2      | 6   | Nico Rosberg      | Mercedes             | 53     | +3.100         | 2    | 18   |
| 3      | 19  | Felipe Massa      | Williams-Mercedes    | 53     | +25.000        | 4    | 15   |
| 4      | 77  | Valtteri Bottas   | Williams-Mercedes    | 53     | +40.700        | 3    | 12   |
| 5      | 3   | Daniel Ricciardo  | Red Bull-Renault     | 53     | +50.300        | 9    | 10   |
| 6      | 1   | Sebastian Vettel  | Red Bull-Renault     | 53     | +59.900        | 8    | 8    |
| 7      | 11  | Sergio Pérez      | Force India-Mercedes | 53     | +1:02.500      | 10   | 6    |
| 8      | 22  | Jenson Button     | McLaren-Mercedes     | 53     | +1:03.000      | 6    | 4    |
| 9      | 7   | Kimi Raikkonen    | Ferrari              | 53     | +1:03.500      | 11   | 2    |
| 101    | 20  | Kevin Magnussen   | McLaren-Mercedes     | 53     | +1:06.100      | 5    | 1    |
| 11     | 26  | Daniil Kvyat      | Toro Rosso-Renault   | 53     | +1:11.100      | 21   |      |
| 12     | 27  | Nico Hülkenberg   | Force India-Mercedes | 53     | +1:12.600      | 13   |      |
| 13     | 25  | Jean-Éric Vergne  | Toro Rosso-Renault   | 53     | +1:13.000      | 12   |      |
| 14     | 13  | Pastor Maldonado  | Lotus-Renault        | 52     | +1 volta       | 16   |      |
| 15     | 99  | Adrian Sutil      | Sauber-Ferrari       | 52     | +1 volta       | 14   |      |
| 16     | 8   | Romain Grosjean   | Lotus-Renault        | 52     | +1 volta       | 17   |      |
| 17     | 10  | Kamui Kobayashi   | Caterham-Renault     | 52     | +1 volta       | 18   |      |
| 18     | 17  | Jules Bianchi     | Marussia-Ferrari     | 52     | +1 volta       | 19   |      |
| 192    | 9   | Marcus Ericsson   | Caterham-Renault     | 51     | +2 voltas      | 22   |      |
| 203    | 21  | Esteban Gutiérrez | Sauber-Ferrari       | 51     | +2 voltas      | 15   |      |
| Ret    | 14  | Fernando Alonso   | Ferrari              | 28     | ERS            | 7    |      |
| Ret    | 4   | Max Chilton       | Marussia-Ferrari     | 5      | Acidente       | 20   |      |
| Fonte: |     |                   |                      |        |                |      |      |

Notas
↑1  – Kevin Magnussen chegou em 7° mas caiu para 10° lugar devido ao acréscimo de cinco segundos ao seu tempo final na classificação, por forçar outro piloto para fora da pista.
↑2  – Marcus Ericsson largou dos boxes por não respeitar a bandeira amarela.
↑3  – Esteban Gutiérrez chegou em 19° mas caiu para 20° lugar devido ao acréscimo de cinco segundos ao seu tempo final na classificação, por causar colisão.

## Volta de Liderança
- Lewis Hamilton : 27 (24-25) e (29-53)
- Nico Rosberg : 26 (1-23) e (26-28)

## Curiosidade
- Primeiro pódio de Felipe Massa na Williams.

## Tabela do campeonato após a corrida
Somente as cinco primeiras posições estão incluídas nas tabelas.
| Pos | Piloto           | Pontos | Var |
| --- | ---------------- | ------ | --- |
| 1   | Nico Rosberg     | 238    | 0   |
| 2   | Lewis Hamilton   | 216    | 0   |
| 3   | Daniel Ricciardo | 166    | 0   |
| 4   | Valtteri Bottas  | 122    | 1   |
| 5   | Fernando Alonso  | 121    | 1   |

| Pos | Construtor        | Pontos | Var |
| --- | ----------------- | ------ | --- |
| 1   | Mercedes          | 454    | 0   |
| 2   | Red Bull-Renault  | 272    | 0   |
| 3   | Williams-Mercedes | 177    | 1   |
| 4   | Ferrari           | 162    | 1   |
| 5   | McLaren-Mercedes  | 110    | 0   |